# Club Athletico Paranaense (futebol feminino)
A equipe de futebol feminino do Club Athletico Paranaense foi criada em dezembro de 2018, em parceria firmada com o tradicional clube de futebol feminino do estado do Paraná, o Foz Cataratas. A parceria ocorreu em decorrência da exigência da CONMEBOL, de que todos os clubes que disputassem a Copa Libertadores a partir de 2019 deveriam possuir um time feminino.
O contrato durou até o final de 2019, quando o clube anunciou que a partir de 2020, estruturaria uma equipe própria na categoria.
Durante o ano de 2019, a equipe do Foz Cataratas/Athletico (nome por qual a equipe ficou conhecida no período da parceria) disputou o campeonato paranaense e o campeonato brasileiro. No certame regional, a equipe se sagrou campeã de forma invicta. Já na competição nacional, a equipe acabou sendo rebaixada com um aproveitamento de 28,89%, conquistando apenas 13 pontos em 15 jogos.

## História
Em 16 de dezembro de 2019, em nota oficial no site do clube, o Athletico declarou que teria seu próprio time de futebol feminino, treinado nas dependências do lendário CT do Caju Centro de Treinamentos Alfredo Gottardi. Em poucos dias depois do anuncio, organizou uma seletiva para captação de atletas para disputar jogos oficiais já em 2020. Com os treinos a todo vapor para disputar o Campeonato Brasileiro de Futebol Feminino - Série A2 , no dia 4 de março de 2020, o Athletico apresentou o time feminino para a torcida rubro-negra, um dia depois após sua estreia com o time principal masculino na Libertadores. 
A primeira treinadora oficial da equipe feminina foi Vantressa Ferreira.

### A primeira caminhada
A primeira participação oficial das Gurias Furacão foi logo de cara uma competição nacional, no Brasileirão Feminino A-2, pois diante da pandemia do COVID-19 , a Federação Paranaense de Futebol optou por não realizar algumas competições estaduais. Assim, em 2020 não acontecera o Campeonato Paranaense de Futebol Feminino. 
Grupo F do Feminino A-2 2020, o time das rubro-negras estava diante do Toledo/Coritiba (o alvi-verde utilizava-se de parceria com o time do interior do Paraná), o Brasil de Farroupilha, a Chapecoense, o Fluminense e a Napoli Caçadorense. 
O primeiro confronto do time feminino do Club Athletico Paranaense aconteceu no dia 14 de março de 2020 e o resultado foi uma derrota para o experiente Napoli Caçadorense, por 4x0 em Santa Catarina. 
Mas, após interrupção da competição pela CBF, por conta do COVID-19, o time das Gurias Furacão retorna mais treinado, preparado e entrosado. A data: 23 de outubro de 2020, o local do retorno foi o Miniestádio do CAT do Caju, contra ninguém mais, ninguém menos, do que o rival eterno do Furacão, o Coritiba, com parceria no futebol feminino com o time do interior, o Toledo, sendo o "Toledo/Coritiba". O primeiro confronto em território rubro-negro foi um clássico Athletiba, e quem levou a melhor foi o time da casa, que goleou o rival por 5x1. Já no Rio de Janeiro, no dia 30 de outubro de 2020, nas Laranjeiras, Athletico e Fluminense não saem do empate, 1x1 sob forte chuva.
Brigando para alcançar a classificação para a próxima fase, no dia 8 de novembro de 2020, o CAP vai até o Rio Grande do Sul para enfrentar Brasil de Farroupilha, e vence por 2x0, com completo domínio sobre as adversárias. 
A primeira participação do Athletico com elenco próprio em competições oficiais seria posto a prova pela primeira vez, precisando ganhar da Chapecoense no CT do Caju para se classificar. Com empates e viradas, novamente sob forte chuva, o time rubro-negro bate a Chape por 5x2 e se classifica para as Oitavas de Final, pela primeira vez, em sua primeira participação com time oficial. Terminando a fase de grupos em segundo lugar, atrás somente da equipe da Napoli Caçadorense, com o retrospecto de 3 vitórias (CAP 5x1 TOL, BRA 0x2, CAP 5x2 CHA), 1 empate(FLU 1x1 CAP) e 1 derrota (NAP 4x0 CAP).
Nas Oitavas de final, as rubro-negras são superadas pelo time do Bahia, perdendo os dois jogos do primeiro confronto da fase de mata-matas (CAP1x3 BAH e BAH 1x0 CAP) e se despedem da competição. Mas, com estilo de jogo dentro dos moldes do famosos "Jogo CAP" e com a sensação de que no ano seguinte voltariam e brigar pela classificação para a Série A-1, com mais preparo e trabalho de um projeto que estava apenas começando. 

## Títulos
| ESTADUAIS | ESTADUAIS             | ESTADUAIS | ESTADUAIS                 |
|           | Competição            | Títulos   | Temporada                 |
| --------- | --------------------- | --------- | ------------------------- |
|           | Campeonato Paranaense | 5         | 2020, 2021 2022 2023 2024 |

 Título invicto